# Steklina
Steklína je nalezljiva bolezen toplokrvnih živali, ki se praviloma konča s smrtjo. Okužene živali s slino prenašajo virus na druge živali ali na človeka. Okužba večinoma nastane zaradi ugriza okužene ali stekle živali, preko opraskanine ali zaradi kontakta sluznic (nos, oči, usta) s prenašalcem. Po okužbi virus nekaj časa miruje, nato pa potuje po perifernih živcih v možgane in prizadene osrednji živčni sistem. Pred smrtjo se virus vrne na periferijo in se spet pojavi v slini. Inkubacijska doba traja 10–60 dni (lahko tudi več let), bolezen pa 1–7 dni. Pri lisicah se včasih pojavi abortivna oblika, kar pomeni, da žival bolezen preboli in preživi.
Virus stekline spada med rabdoviruse in je tipičen predstavnik rodu Lyssavirus. Virus je v obliki naboja, širok okoli 80 nanometrov, ter dolg okoli 120. V centru ima RNK in beljakovine. Napada nevrone. 